# Скакава Доња
Скакава Горња је насељено мјесто у саставу дистрикта Брчко, Босна и Херцеговина.

## Географски положај
Мјесто се простире испод падина планине Мајевице, у југозападном равничарском предјелу
босанске Посавине. Кроз село протиче ријека Тиња, која се код Брчког улијева у Саву. Насеље је од самог града удаљено око 15 km јужно према Тузли.

## Становништво
| Националност       | 1991.          | 1981.          | 1971.          |
| Хрвати             | 2.175 (95,73%) | 2.513 (95,98%) | 2.604 (97,23%) |
| Срби               | 40 (1,76%)     | 58 (2,21%)     | 60 (2,24%)     |
| Муслимани          | 2 (0,08%)      | 1 (0,03%)      | 0              |
| Југословени        | 12 (0,52%)     | 36 (1,37%)     | 1 (0,03%)      |
| остали и непознато | 43 (1,89%)     | 10 (0,38%)     | 13 (0,48%)     |
| Укупно             | 2.272          | 2.618          | 2.678          |